# Романов, Евгений Анатольевич
Евге́ний Анато́льевич Рома́нов (род. 2 ноября 1988, Калининград) — македонский, ранее норвежский и российский шахматист, гроссмейстер (2007).

## Биография
Мастер ФИДЕ с 1998 года. После окончания школы (с золотой медалью) получил юридическое образование в РГУ им. И. Канта. В числе его наставников — Владимир Юрков, Юрий Балашов, Иосиф Дорфман.
В 1998 году стал победителем российского и мирового (проводился в Оропеса-дель-Мар) первенств среди участников до 10 лет. Был первым в юношеских первенствах Европы в группах до 12 (Халкидики, 2000) и 14 лет (Пеньискола, 2002).
С 2005 года международный мастер, в 2007 получает гроссмейстерский титул.
По итогам лично-командного чемпионате России среди студентов (Белгород, 2008) одержал победу в личном зачете.
На международных соревнованиях: Euroorient Masters, Nice, (2008) — 1-е место; турнир по быстрым шахматам «Лиепайская рокировка» (2008) и (2015) — 1-е место; XXXIII Tenkes Kupa, Харкань, (2009) — 1-е место; фестиваль интеллектуальных игр, Cannes, (2012) — 1-е место; LGA Cup, Nuremberg, (2012 и 2013) — 1-е места; 4t torneig obert ITT Jahv McGregor a Bogotá, Colòmbia — 1-е место; Festival Sunway Sitges ca:Festival internacional d'escacs Sunway Sitges — 1-е место.
Признан лучшим игроком Deutsche Schach Bundesliga сезона 2012/2013.
Призёр многих этапов Кубка России среди мужчин 2012—2016 годов.
Бронзовый призёр Чемпионата Европы среди мужчин, (Legnica, 2013).
Участник Кубков мира среди мужчин — Ханты-Мансийск 2011 и Тромсё 2013.
В клубных состязаниях среди прочего выступал за команды «Дебют-ДВГТУ» (Владивосток), «Южный Урал» (Челябинск), «Клуб им. Чигорина» (Санкт-Петербург).
За рубежом играл за Erfurter Schachklub(Германия), Sportfreunde Katernberg 1913 E.V. (Германия), Kristiansund Sjakklubb и Vaalerenga Sjakklubb, — чемпион Норвегии, (2011, 2015, 2016, 2017 и 2018), ŠK AD Jičín Чехия.
Тренер мужской сборной Норвегии на Олимпиаде в Тромсё в 2014 и мужской сборной Германии на Олимпиаде в Баку в 2016.
Бронзовый призёр Олимпиады 2018 в Батуми и серебряный призёр командного Чемпионата Европы 2019 в качестве тренера женской сборной Грузии.
9 марта 2022 года стало известно, что Романов сменил спортивное гражданство с российского на норвежское.

## Изменения рейтинга
| Графики недоступны из-за технических проблем. См. информацию на Фабрикаторе и на mediawiki.org. |